# Reclamă de televiziune

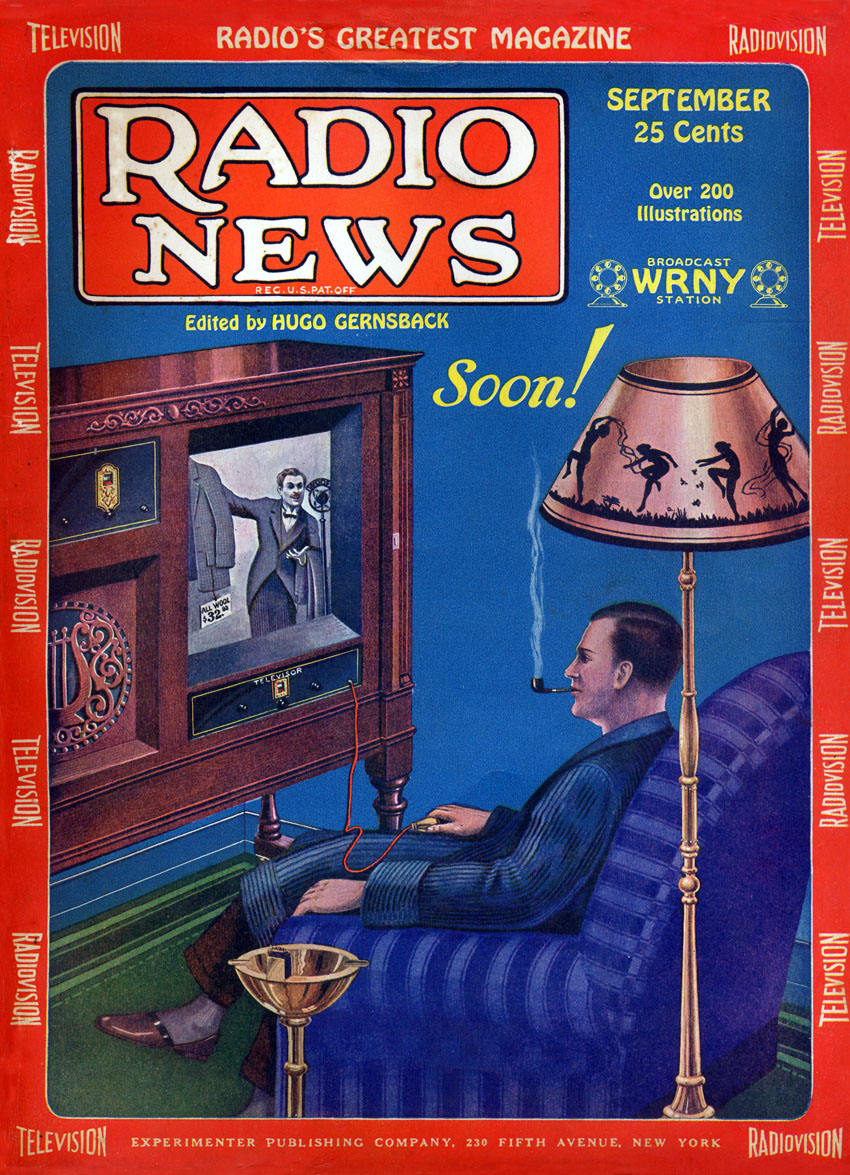
Televiziunea a fost încă în faza sa experimentală în 1928, dar această posibilitate a mediului a fost deja prevăzută de această copertă a revistei din acel an.

O reclamă de televiziune (cunoscută în mod obișnuit ca reclamă TV, comercială sau publicitate) este un interval de programe de televiziune produs și plătit de o organizație. Acesta transmite un mesaj, destinat comercializării unui produs sau serviciu. Agenții de publicitate și marcatorii se pot referi la reclame de televiziune ca TVC. Reclamele de Televiziune se afișează doar când este publicitate. 
Anunțuri de la reclamele TV oferă o parte semnificativă a finanțării pentru majoritatea rețelelor de televiziune cu capital privat. Pe parcursul anilor 2010, numărul reclamelor a crescut constant, iar în același timp, lungimea fiecărei reclame s-a diminuat.   Reclamele de acest tip au promovat o mare varietate de bunuri, servicii și idei încă din timpurile istoriei televiziunii.  Vizualizarea programării televizate, măsurată de companii precum Nielsen Media Research din Statele Unite sau BARB în Marea Britanie, este adesea folosită ca metrică pentru plasarea reclamei televizate și, în consecință, pentru tarifele pe care emitenții le percep. agenții de publicitate să fie difuzați într-o anumită rețea, un program de televiziune sau o zi din zi (numită „partea zilei”). 
În multe țări, inclusiv în Statele Unite, reclamele la campaniile de televiziune sunt obișnuite într-o campanie politică . În alte țări, precum Franța, publicitatea politică la televizor este puternic restricționată,  timp ce unele țări, precum Norvegia, interzic complet reclame politice. În România, câtodată apare și reclame mai politice la câteva canale de televiziune.

## Tendințe de reclame TV

### Internet și digital
Cu toate acestea, odată cu apariția serviciilor mass-media de top, Internetul  a devenit o platformă pentru televiziune și, prin urmare, publicitate TV.  Atribuția TV este un concept de marketing prin care se măsoară impactul reclamelor televizate asupra consumatorilor. 
Televiziunea adresabilă este locul în care se folosește publicitatea vizată pe platformele digitale,  astfel încât două persoane care urmăresc același emisiune primesc anunțuri diferite. 